# Heraldo Bezerra
Heraldo Bezerra Nunes (São Jerônimo, Brasil; 21 de abril de 1945 - Campana, Argentina; 14 de marzo de 1977) fue un futbolista brasileño, aunque también tenía nacionalidad española ya que su padre era de Trubia (Asturias). Nació en São Jerônimo (Estado de Rio Grande do Sul). Jugaba de delantero y su primer equipo fue el Cruzeiro Esporte Clube. 
Empezó jugando con un equipo de su país, el Cruzeiro. Más tarde llegó a la Liga Argentina de Fútbol para jugar en Newell's Old Boys, donde conformó una delantera legendaria junto al Mono Obberti y su compatriota Marcos.
En 1971 fichó por el Atlético de Madrid. El 5 de septiembre de 1971 debutó en la Primera división española en el partido Celta 2-1 Atlético. 
Con el Atlético de Madrid ganó dos Ligas y dos Copa del Rey. Bezerra disputó la final de la Copa de Europa que enfrentó al Atlético y al Bayern de Múnich en la temporada 1973-1974. Ganó en la temporada siguiente la Copa Intercontinental con su club.
A la delantera rojiblanca de esa época formada por Bezerra, Gárate y Ayala se la conoció con el nombre de Los Tres Puñales.
Bezerra abandonó el equipo rojiblanco ya iniciada la temporada 76-77, ya que casi no disponía de oportunidades para jugar. Disputó un total de 99 partidos en la Primera división española, marcando 16 goles.
En 1971 ganó la Copa Ciudad de Rosario con Newell's Old Boys .
En 1977, en Buenos Aires, fichó por Boca Juniors, aunque duró poco en el equipo, ya que falleció el 14 de marzo de 1977 en un accidente de tráfico.pero llegó a formar parte del plantel que salió campeón de la Copa Libertadores 1977 siendo su último título en el fútbol.

## Selección nacional
Fue internacional con la selección de España. Sólo disputó un encuentro con su selección. Fue el 17 de octubre de 1973 en el partido Turquía 0:0 España.

## Clubes

### Como jugador
| Club                                  | País      | Año       |
| ------------------------------------- | --------- | --------- |
| Cruzeiro Club Deportivo - Cruzeiro-RS | Brasil    | 1966-1967 |
| Newell's Old Boys                     | Argentina | 1967-1970 |
| Atlético de Madrid                    | España    | 1971-1977 |
| Boca Juniors                          | Argentina | 1977      |

## Títulos

### Campeonatos nacionales
| Título           | Club               | País   | Año     |
| ---------------- | ------------------ | ------ | ------- |
| Copa del Rey     | Atlético de Madrid | España | 1971-72 |
| Primera División | Atlético de Madrid | España | 1972-73 |
| Copa del Rey     | Atlético de Madrid | España | 1975-76 |
| Primera División | Atlético de Madrid | España | 1976-77 |

### Copas internacionales
| Título                | Club               | Sede final | Año  |
| --------------------- | ------------------ | ---------- | ---- |
| Copa Intercontinental | Atlético de Madrid | Madrid     | 1974 |
| Copa Libertadores     | Boca Juniors       | Montevideo | 1977 |